# Производственное объединение
Произво́дственное объедине́ние в СССР и других коммунистических государствах — несколько родственных по сфере деятельности предприятий под общим руководством, в состав которого входили фабрики, заводы, научно-исследовательские, конструкторские, технологические и другие организации, имевшие между собой производственные связи и централизованное вспомогательное и обслуживающее производство.

## История
Производственные объединения начали создаваться в СССР в 1960-х годах в виде пространственно-распределённых, но производственно связанных между собой предприятий, формируя систему индустриальной экономики, Положение о производственных объединениях было принято Советом министров СССР в 1974 году. Производственные объединения создавались по решению министерств, ведомств или советов министров союзных республик и могли в свою очередь объединяться в промышленные объединения.
Также наименование «производственное объединение» носили технологически или производственно связанные между собой небольшие предприятия местной промышленности (городские, районные).